# Regiment Königs-Jäger zu Pferde Nr. 1

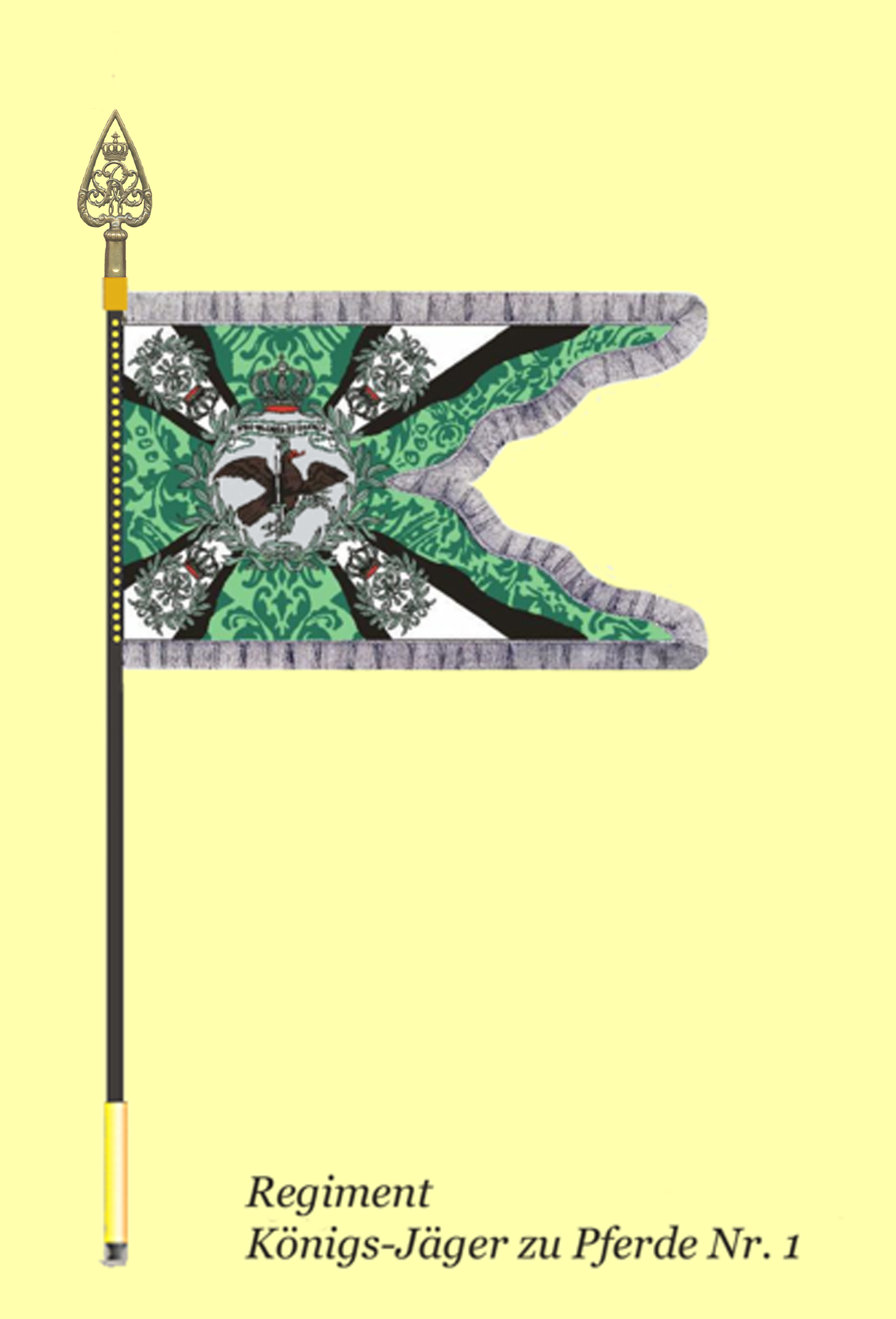
Standarte des Regiments

Das Regiment Königs-Jäger zu Pferde Nr. 1 war ein Kavallerieverband der Preußischen Armee. Die Jäger zu Pferde waren Einheiten der leichten Kavallerie, die überwiegend für Aufklärungs- und Sicherungsaufgaben eingesetzt wurden.

## Organisation und Verbandszugehörigkeit 1914
- V. Armee-Korps in Posen

Kommandierender General: General der Infanterie Hermann von Strantz
- 10. Division in Posen

Kommandeur: Generalleutnant Robert Kosch
- 10. Kavallerie-Brigade in Posen

Kommandeur: Generalmajor Eduard Neven Du Mont

## Geschichte
Durch Allerhöchste-Kabinetts-Order (A.K.O.) vom 25. März 1901 wurde ab 1. Oktober 1901 (Stiftungstag) ein „Kombiniertes Jäger-Regiment zu Pferde“ aufgestellt. Da das bis dahin in Posen stationierte 2. Leib-Husaren-Regiment „Königin Viktoria von Preußen“ Nr. 2 nach Danzig verlegt worden war, erschien es notwendig, in Posen ein neues Kavallerieregiment aufzustellen.
Dazu wurden die fünf Meldereiter-Eskadrons des II., III., IV., V. und VI. Armee-Korps in Posen zu einem Regiment zusammengefasst und in die ehemalige Kaserne der Husaren gelegt. Erster Kommandeur des Regiments wurde Major Gustav von Hollen vom Kürassier-Regiment Nr. 6. Für die Aufstellung des Regiments (bzw. der vorangegangenen Meldereiter Detachements) wurden das Personal, die Pferde und die Ausrüstung aus 17 Dragoner-, 14 Husaren- und 11 Ulanen-Regimentern herausgezogen. Bis zur Bestimmung einer neuen Uniform und bis zum Abschluss der Umkleidung (die bisherigen Dragoner, Ulanen und Husaren trugen bis dahin ihre ursprüngliche Uniform, was dem einheitlichen Erscheinungsbild abträglich war) schrieb man das Jahr 1905.
Nachdem der Reichstag im gleichen Jahr die Aufstellung von drei Regimentern Jäger zu Pferde bewilligt hatte, wurde das Regiment unter der Bezeichnung Jäger-Regiment zu Pferde Nr. 1 in die Heeresliste eingestellt. Am 9. August 1905 ernannte sich Kaiser Wilhelm II., in Personalunion König von Preußen, zum Regimentschef, worauf dieses die offizielle Bezeichnung Regiment Königs-Jäger zu Pferde Nr. 1 erhielt und auf der Achselklappe und der Kartusche der königliche Namenszug mit Krone angebracht wurde.

### Erster Weltkrieg
Bei Beginn des Krieges unmittelbar zu Grenzsicherungsaufgaben im Osten eingesetzt, verlegte das Regiment bereits Mitte August zur 5. Armee an die Westfront. Von Oktober 1914 bis Oktober 1916 war das Regiment mit der Sicherung des rückwärtigen Gebietes im Bereich der 33. Reserve-Division an der Orne beauftragt. Bereits im Frühjahr 1915 war die 4. Eskadron aus dem Regimentsverband herausgelöst und bei der 119. Infanterie-Division als Divisionskavallerie eingesetzt worden. Im Herbst 1916 wurde der Regimentsverband vorübergehend aufgelöst und die einzelnen Eskadronen ebenfalls als Divisionskavallerie in Sicherungsaufgaben der rückwärtigen Gebiete verwendet.

### Verbleib
Nach Kriegsende kehrte das Regiment bis Weihnachten 1918 nach Posen zurück und wurde 1919 demobilisiert.
Bis zu seiner Auflösung behielt es den Status als Kavallerieregiment.
Aus Freiwilligen wurde ein Zug zum Grenzschutz in Oberschlesien zusammengestellt.
Die Tradition übernahm in der Reichswehr die Ausbildungs-Eskadron des 10. (Preußisches) Reiter-Regiments in Züllichau.

## Kommandeure
| Dienstgrad           | Name                          | Berufung           | Abberufung         |
| -------------------- | ----------------------------- | ------------------ | ------------------ |
| Oberstleutnant       | Gustav von Hollen             | 01. April 1905     | 05. März 1908      |
| Oberstleutnant       | Albert von Mutius             | 06. März 1908      | 21. März 1910      |
| Oberstleutnant       | Viktor von Rosenberg-Lipinski | 22. März 1910      | 29. Juni 1914      |
| Major/Oberstleutnant | Otto zu Solms-Wildenfels      | 30. Juni 1914      | 17. September 1918 |
| Major                | Kraft von Elern               | 18. September 1918 | 1919               |

## Uniform

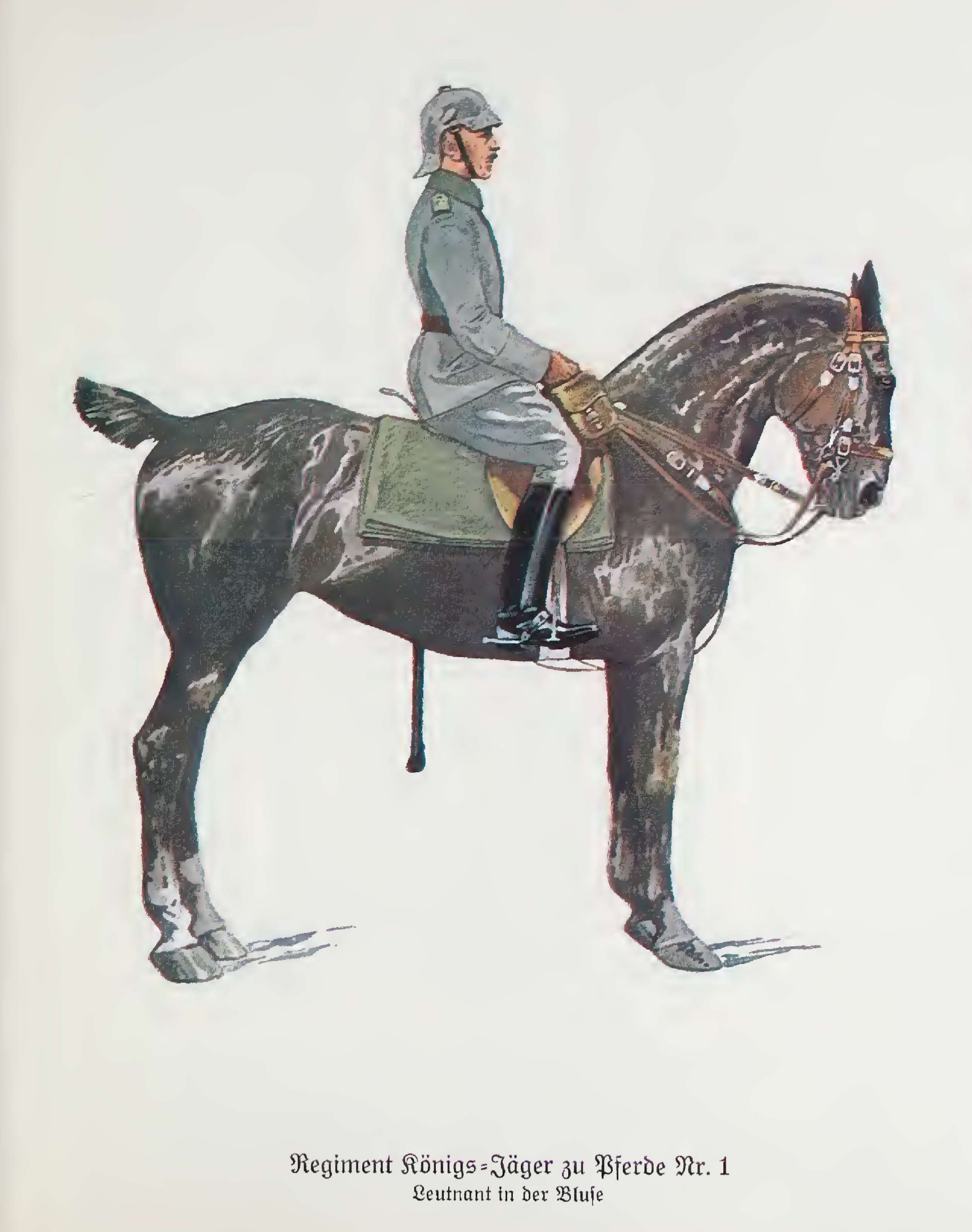
Leutnant des Regiments in feldgrauer Uniform (1915)

Muster wie Kürassiere, jedoch mit folgenden Änderungen:
- Graugrüner Koller (ab 1910) Waffenrock mit schwedischen Aufschlägen, Aufschläge und alle Vorstöße hellgrün, Schulterklappen jedoch Vorstöße in weiß als Abzeichenfarbe. Um Kragen und Aufschläge verliefen hellgrüne Borten, die einen breiten Mittelstreifen und schmale Randstreifen in der Abzeichenfarbe hatten. Für Offiziere bestand der Besatz in goldener oder silberner Tresse mit schmalen Randstreifen in Abzeichenfarbe.

Feldmütze: Von graugrüner Farbe mit hellgrünen Besatzstreifen und weißen Vorstößen
- Helm: Ähnlich wie Kürassierhelm, aus geschwärztem Stahlblech mit Dragoneradler. Ränder mit neusilbernen Einfassungsschienen. Spitze wie Dragonerhelm mit kleeblattförmigem Aufsatz. (Offiziere mit gekehlter Spitze wie Kürassier-Offiziere.) Gewölbte Schuppenkette aus Tombak.
- Kürassier Stiefel aus naturbraunem Leder
- Lanzenflagge weiß-schwarz